# Jürgen Grözinger
Jürgen Grözinger (* 1963 in Ulm) ist ein deutscher Perkussionist, Komponist, Musikkurator und Klangtherapeut sowie DJ. Er tritt auch unter dem Pseudonym Jueri Gagarino auf.

## Leben und Wirken
Jürgen Grözinger erhielt in Ulm ersten Unterricht in Schlagzeug und Klavier. Nach zwei Bundespreisen beim Wettbewerb Jugend Musiziert studierte er Musik mit Hauptfach Klassisches Schlagzeug an der Musikhochschule München und der Musikhochschule Stuttgart sowie ein Aufbaustudium Kulturmanagement an der Musikhochschule Hamburg. Es folgten Engagements als Solopauker und Schlagzeuger im Orchestra Internazionale d’Italia, der Deutschen Kammerakademie Neuss, der Kammerakademie Potsdam und dem Deutschen Kammerorchester Berlin. Im Bereich der zeitgenössischen Musik spielte er zum Beispiel im Klangforum Wien, dem Berliner Ensemble Mosaik sowie dem Ensemble BerlinPianoPercussion und dem Ensemblekollektiv Berlin.
1996 gründete Grözinger das European Music Project, das eine Durchdringung der Grenzen zwischen komponierter Musik und Improvisation, klassischer Konzertsaalrezeption und Clubszenerien zum Ziel hat. Ebenfalls 1996 übernahm er die künstlerische Leitung des genre- und stilübergreifenden Festivals Neue Musik am Stadthaus Ulm (heute Festival KlangHaus). Die Festivalprogramme spiegeln die permanente Auseinandersetzung mit gesellschaftlichen und ästhetischen Fragestellungen und Wertesystemen, reichen von der klassischen Moderne bis zu zeitgenössischen Werken und führen in außereuropäische Musiken genauso wie hin zur elektronisch geprägten Club-Kultur.
Grözinger ist seit 2015 einer der DJs beim Klub auf WDR3. Er trat in verschiedenen Berliner Clubs wie Berghain, Cookies, WeekEnd, Bar TAUSEND auf, oft als DJ des Projekts Yellow Lounge der Deutschen Grammophon. Lounge- und Party-Konzepte entwickelte er unter anderem für die Komische Oper Berlin, die RundfunkchorLounge des Rundfunkchors Berlin, der Kasseler Musiktage und für die Württembergische Philharmonie Reutlingen.
Seit einigen Jahren ist Grötzinger auch als Klangtherapeut tätig.

## Werk
Im Auftrag des Deutschlandfunks schrieb Grözinger 2003 das Werk OrientOccident für Sufi-Sänger, arabische Musiker und das European Music Project, das im Stadthaus Ulm uraufgeführt und seither mehrfach von Deutschlandfunk Kultur ausgestrahlt wurde. Bei WERGO erschien seine Re-Interpretation von Terry Rileys In C sowie Inside the Dream mit Kompositionen von Grözinger und seinen Arrangements von Stücken Erik Saties (verlegt bei Schott Music). Als Produzent und Musiker initiierte er die CD/DVD-Produktionen David Lang – Elevated (Cantaloupe Music, 2005) und Giacinto Scelsi/Michiko Hirayama – Canti del Capricorno (WERGO, 2007).
Filmmusiken schuf er unter anderem für zwei Filme von Eva Stotz: Sollbruchstelle (2009) und – gemeinsam mit Joachim Glasstetter – Global Home (2012), außerdem findet sich seine Musik in verschiedenen Videoarbeiten, zum Beispiel gone und été-summer has been von Karoe Goldt (beide von 2006).
Zum 125. Jubiläum der Vollendung des Ulmer Münsterturms komponierte er das Werk Höher!, das im Mai 2015 unter Mitwirkung von unter anderem dem  Philharmonischen Orchester der Stadt Ulm unter der musikalischen Leitung von Friedemann Johannes Wieland auf dem Ulmer Münsterplatz uraufgeführt wurde.
Für das Theater Pforzheim komponierte er die Schauspielmusik zu Hannes Hametners Inszenierung von Euripides’ Die Frauen von Troja (Der Untergang) in der Bearbeitung von Walter Jens, die 2017 Premiere hatte. Ebenfalls 2017 schrieb er im Auftrag des Ulmer Münster und der Stadt Ulm anlässlich des Reformationsjubiläums und des Ulmer Schwörfests das Werk Höher für 2 Chöre, Percussionensemble, Orgel und Orchester.
Ebenfalls komponierte er die Musik Acqua (für Percussion, Zuspielband, Violine, Live-Electronics und Playback), die im Rahmen eines Balletts von Roberto Scafati 2017 am Theater Ulm zur Uraufführung gelangte. Für das Theater Dessau schrieb er 2020 die Musik zum Theaterstück Die Eumeniden für Chor und Schlagzeug. 2022 kreierte er die Konzertinstallation Colours Of Time für das Bauhaus Museum Dessau. Im selben Jahr war er Artist in Residence des Projekts Zeitgenossen der Opernfestspiele Heidenheim. 2023 schrieb er Kompositionen zu Roberto Scafatis La Bellezza Infinita, für Chor, Percussion und Playback für das Ballett des Theater Trier.

## Schriften
- Zur Freiheit führen viele Wege. Der Komponist Kevin Volans über Afrika und die musikalische Avantgarde. In: Neue Zeitschrift für Musik Nr. 5/2006.
- Ulmer Rede für Europa. Wie das kulturelle Bewusstsein der Stadt Grenzen überwinden kann. edition stadthaus, Band 17, Ulm 2016, ISBN 978-3-934727-41-0.